# Środkowy (piłka siatkowa)

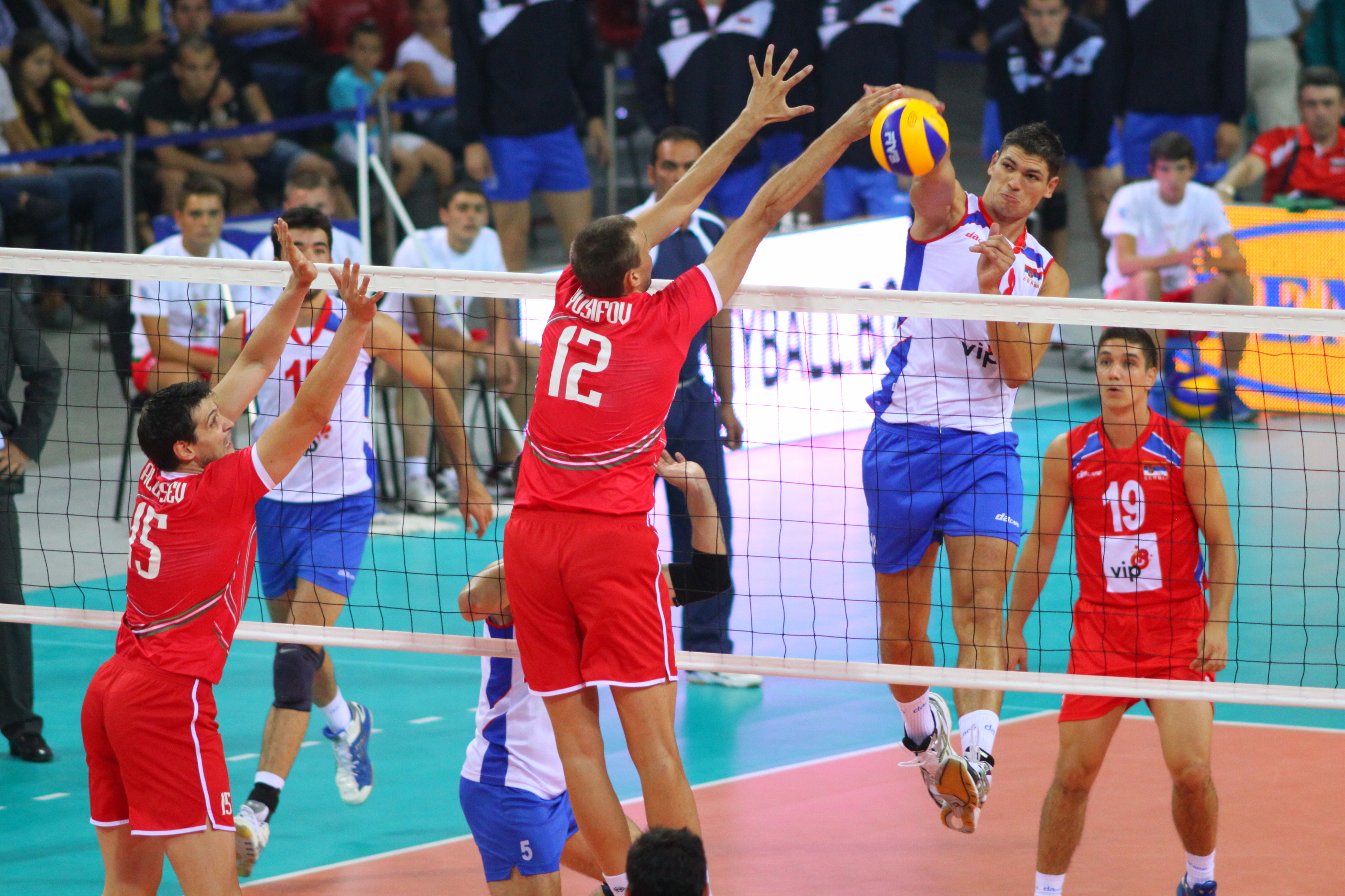
Marko Podraščanin podczas ataku z pierwszego tempa przeciwko Wiktorowi Josifowi

Środkowy (ang. middle blocker, middle hitter) – pozycja na boisku w siatkówce. Głównym zadaniem zawodnika jest blokowanie ataków przeciwnika oraz atak z pierwszego tempa (popularnej krótkiej). Jest to bardzo specyficzna pozycja, na której w zawodowej siatkówce grają zazwyczaj zawodnicy najwyżsi na boisku.
Środkowy dołącza do bloku na skrzydłach, zazwyczaj nie gra w obronie, jest zwykle zmieniany przez libero, co nie jest zaliczane do zmian regulaminowych. Środkowy zmienia libero, kiedy libero będzie przechodzić z pozycji 5. na pozycję 4. (patrz rotacja w artykule Piłka siatkowa). W 1. linii środkowy zawsze zmienia się z zawodnikiem na pozycji 3., wyjątek stanowi sytuacja, kiedy środkowy stoi już na pozycji 3. Środkowy schodzi z boiska w momencie utraty jego serwisów i zmienia go libero.